# Jean-Charles Canetti
Pour les articles homonymes, voir Canetti.
Jean-Charles Canetti est un footballeur français, né le 15 juin 1945 à Spilimbergo en Italie et mort le 7 février 2025 à Beauvoisin, évoluant au poste de défenseur du début des années 1960 jusqu'au début des années 1980.

## Biographie
Jean-Charles Canetti évolue pendant neuf saisons avec le club du Nîmes Olympique. Il évolue ensuite deux saisons à Arles avant de faire évoluer sa carrière par cinq saisons à Alès.
Il évolue dans un total de 138 matchs en Division 1, inscrivant huit buts, et 190 matchs en Division 2, marquant 18 buts.
Le 6 mars 1966, il marque son seul doublé dans l'élite française, lors de la réception de l'AS Monaco (victoire 4-0).
En 1972, il évolue vice-champion de France avec le Nîmes Olympique. Cela lui permet d’évoluer la saison suivante au premier tour de la Coupe de l'UEFA. Il dispute à cet effet un match face au club portugais du Vitória Setúbal (défaite 1-0).

## Palmarès
- Vice-champion de France en 1972 avec le Nîmes Olympique
- Vice-champion de France de D2 en 1968 avec le Nîmes Olympique
- Vainqueur du Groupe Sud de Division 3 en 1977 avec l'Olympique d'Alès